# راجر زلازنی
راجر جوزف زلازنی (به انگلیسی: Roger Joseph Zelazny) (زاده ۱۳ مه ۱۹۳۷ – درگذشته ۱۴ ژوئن ۱۹۹۵)، نویسندهٔ آمریکایی سبک‌های فانتزی و علمی-تخیلی بود. او سه بار برندهٔ جایزهٔ نبیولا و شش بار برندهٔ جایزهٔ هوگو شد.

## زندگی‌نامه
او فارغ‌التحصیل هنرهای دراماتیک با مدرک استادی از دانشگاه کلمبیا بود و نوشتن داستان‌های علمی-تخلی و فانتزی را از ۱۹۶۲ میلادی آغاز کرد. وی با نام هریسون دانمارک هم می‌نوشت.
او که از پیشگامان موج نوی ادبیات علمی‌تخیلی دانسته می‌شود و عناصر ادبیات پیشروی جریان اصلی را به گونهٔ داستان‌های علمی‌تخیلی پیوند زده‌است، بدون شک از تجربی‌ترین نویسندگان ادبیات فانتزی نیز هست. مضامین اساطیری در آثار او جایگاه اصلی را دارند.
زلازنی در سال ۱۹۹۵ میلادی، در سن ۵۸ سالگی بر اثر نارسایی کلیه ثانویه به علت سرطان روده بزرگ درگذشت.

## جوایز
او برندهٔ شش جایزهٔ هوگو، سه جایزهٔ نیبولا، دو جایزهٔ لوکاس، دو جایزهٔ بالروگ و بسیاری جوایز علمی-تخلی و فانتزی دیگر شده‌است. از این میان می‌توان به جایزهٔ مشترک رمان او کنراد صدایم کنید و تلماسه شاهکار آقای فرانک هربرت برای بهترین رمان علمی‌تخیلی سال اشاره کرد. یا از بردن مضاعف دو جایزهٔ بزرگ علمی‌تخیلی جهان ـ هوگو و نبیولا ـ در سال ۱۹۷۶ و برای رمان کوتاه خانه دژخیم است یاد کرد.
او عنوان «مرشد فانتزی» را برنده شده‌است و عضو «صنف شمشیرزنان و ساحران آمریکا» بود که جمعیتی متشکل از بزرگ‌ترین نویسندگان فانتزی قهرمانی است.

## کتابشناسی
- خداوندگار روشنایی (۱۹۶۷)

- The Chronicles of Amber
- Isle of the Dead
- The Doors of His Face, The Lamps of His Mouth, and Other Stories
- Doorways in the Sand
- Eye of Cat
- Unicorn Variations
- A Night in the Lonesome October
- "This Immortal" (1966) (serialized in 1965 as  ...And Call Me Conrad )

### مجموعه
- تاریخچه امبر